# عاطفه در جانوران
عاطفه در جانوران
یا احساس در جانوران

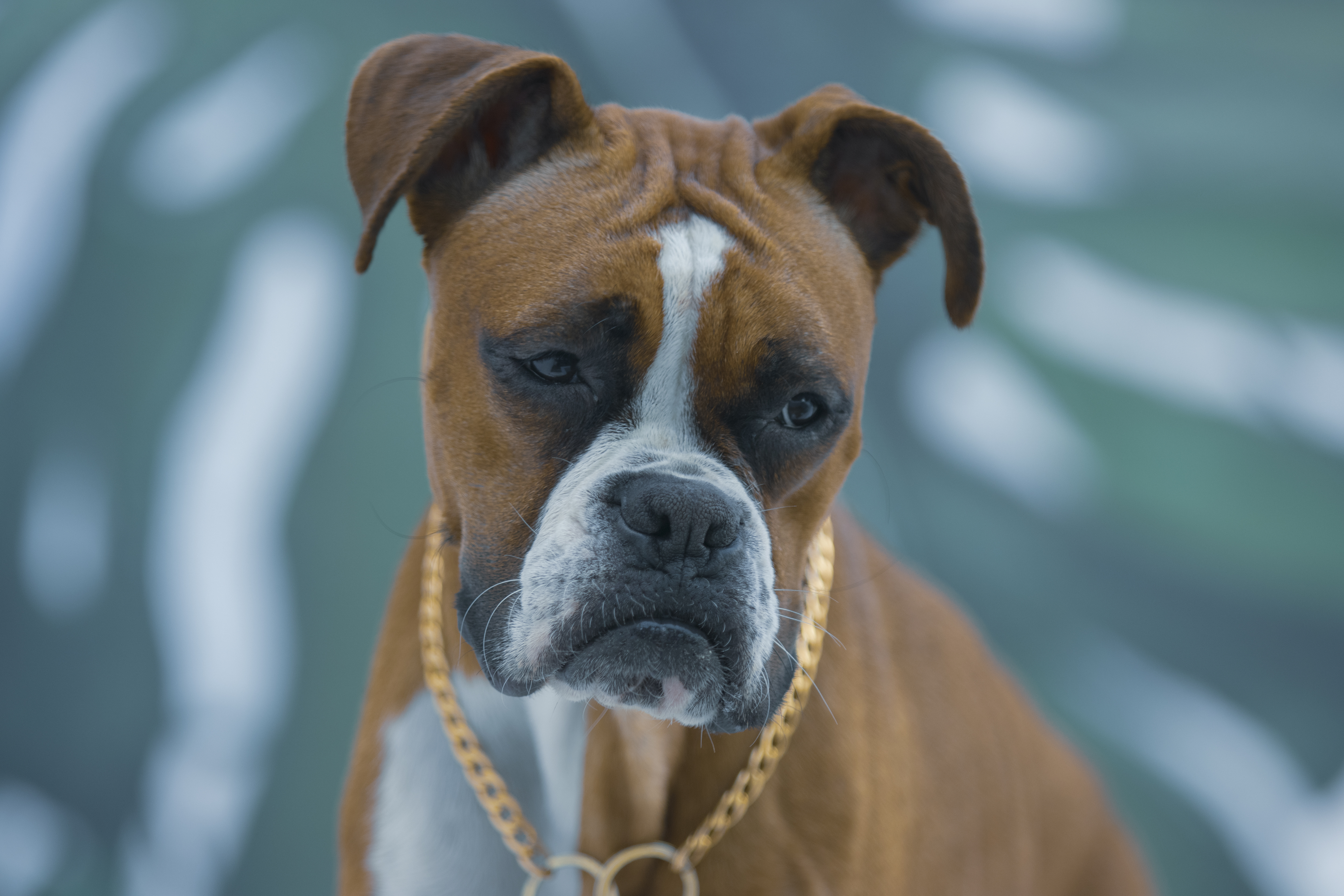
یک سگ باکسر ماده با ظاهری ناراحت

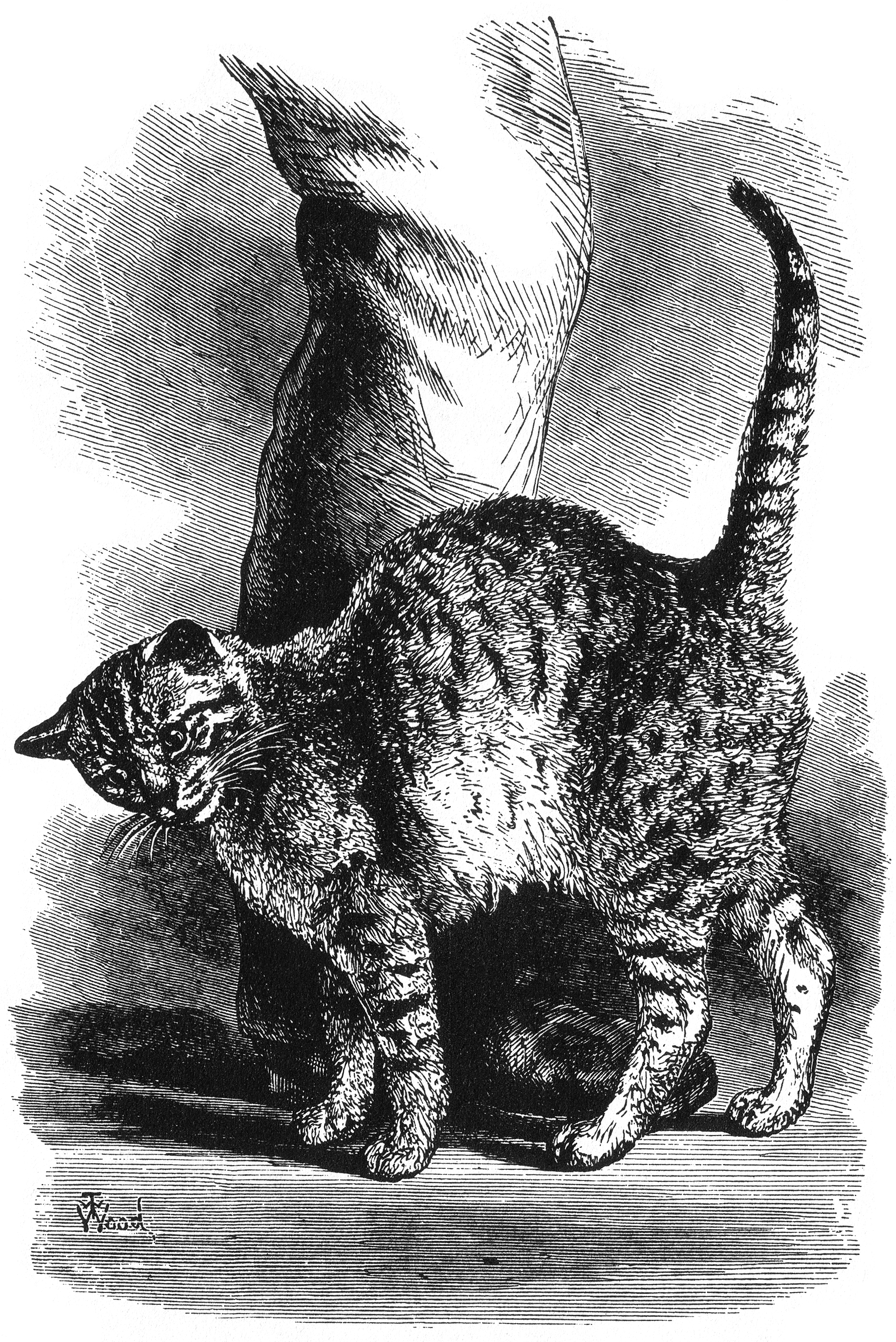
طراحی یک گربه موجود در کتاب بیان عواطف در انسان و جانوران چارلز داروین

یا هیجان در جانوران (به انگلیسی: Emotion in animals) یکی از موضوع‌های رفتارشناسی جانوران است. احساسات به عنوان هر تجربه ذهنی با شدت بالا و محتوای هدونیک بالا تعریف می‌شود. چارلز داروین را می‌توان از نخستین دانشمندانی دانست که دربارهٔ موجودیت و سرشت عاطفه (احساسات) در جانوران نوشته است. رویکرد مشاهده‌ای (و گاه روایی) او اینک به شکل یک رویکرد علمی فرضیه‌محور قوی مطرح است. یاک پانکسپ نقش بزرگی در مطالعه احساسات جانوران ایفا کرد و پژوهش خود را بر روی جنبه نورولوژیکی انجام داد. هفت احساس عاطفی اصلی، از طریق انواع مختلفی از سیستم‌های حرکتی عصبی و عصبی، از جمله جستجو، ترس، خشم، شهوت، مراقبت، وحشت و بازی اشاره شده است. از طریق تحریک مغزی و چالش‌های دارویی، چنین واکنش‌های عاطفی می‌توانند به‌طور مؤثر تحت نظارت قرار بگیرند. در رویکردهای مختلف از جمله روش رفتارگرایی، تطبیقی، حکایتی، به‌ویژه داروین و آنچه که امروزه به‌طور گسترده مورد استفاده قرار می‌گیرد، رویکرد علمی مورد استفاده قرار می‌گیرد که شامل حوزه‌های فرعی شامل کارکردی، مکانیکی، آزمون شناختی، نورون‌های خود، آواسازی‌ها و عصب‌شناسی نیز می‌باشد. در حالی که عواطف و احساسات در جانوران هنوز یک موضوع بحث‌برانگیز است، اما در گستره وسیعی از گونه‌ها از جمله نخستی‌سانان، جوندگان، فیل‌ها، اسب‌ها، پرندگان، سگ‌ها، سگ‌ها، زنبور عسل و خرچنگ مورد مطالعه قرار گرفته است. فرضیه‌های عمومی دربارهٔ همبستگی‌های انسان و جانوران (از دید تکاملی) نیز از این ادعا که جانوران نیز در راستای همان سازوکارهای تکامل‌یافتهٔ بشری، قادر به درک و بهره‌گیری از عواطف (احساسات) هستند، پشتیبانی می‌کنند.
آزمون‌های جانبداری شناختی و مدل‌های درماندگی آموخته شده، سوگیری‌های شناختی (احساس خوش‌بینی یا بدبینی) در گستره وسیعی از گونه‌ها از جمله موش‌های صحرایی، سگ‌ها، گربه‌ها، میمون رزوس، گوسفند، جوجه، مرغ، خوک و زنبوره‌ای عسل را نشان داده‌اند.

## نگارخانه

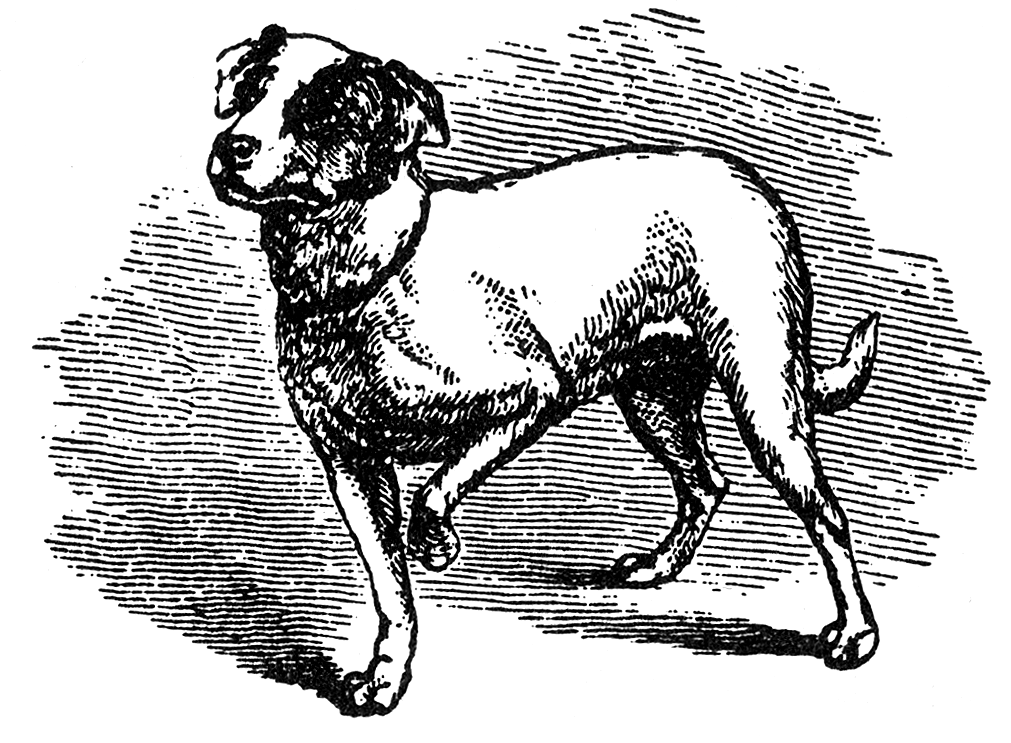
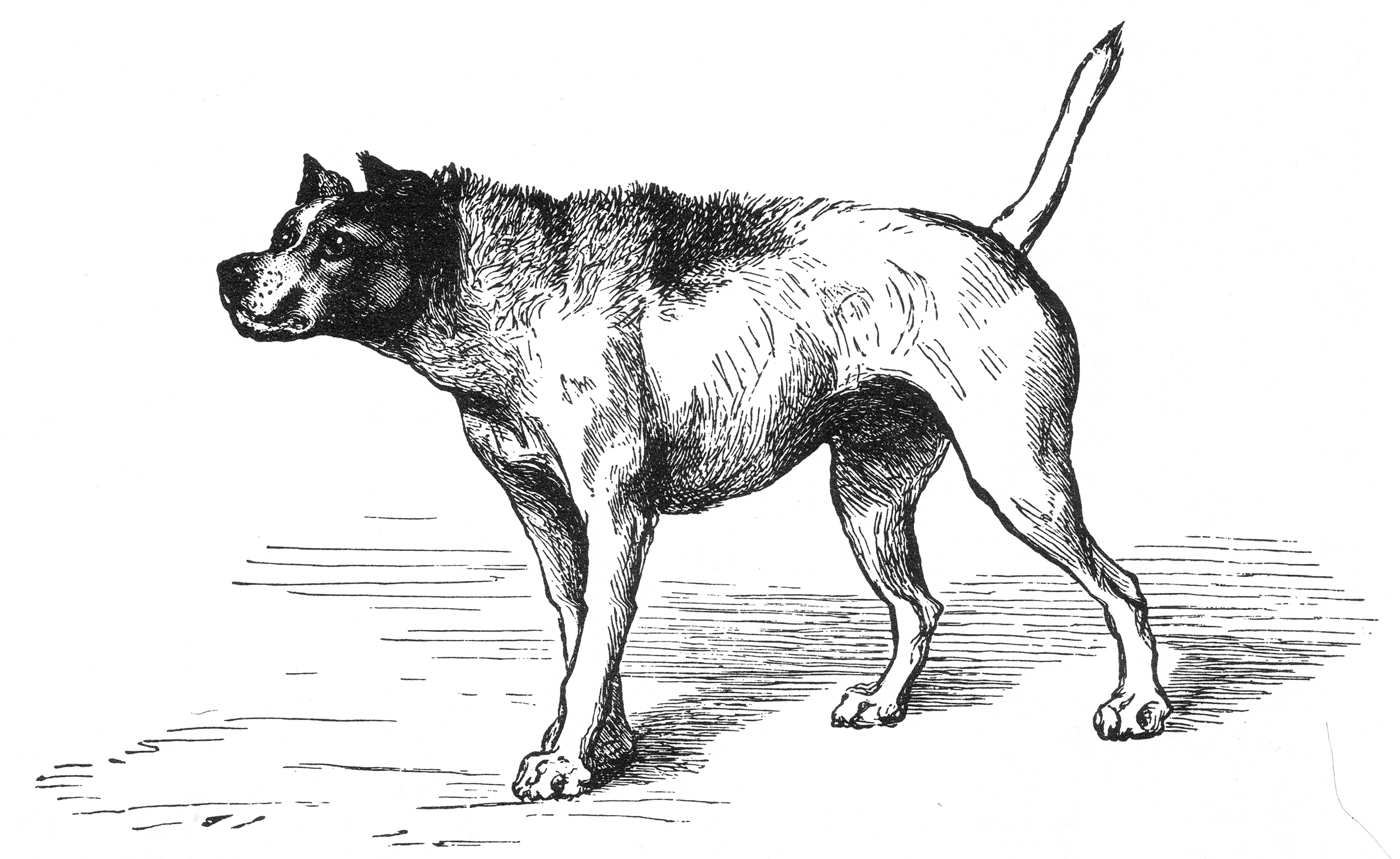
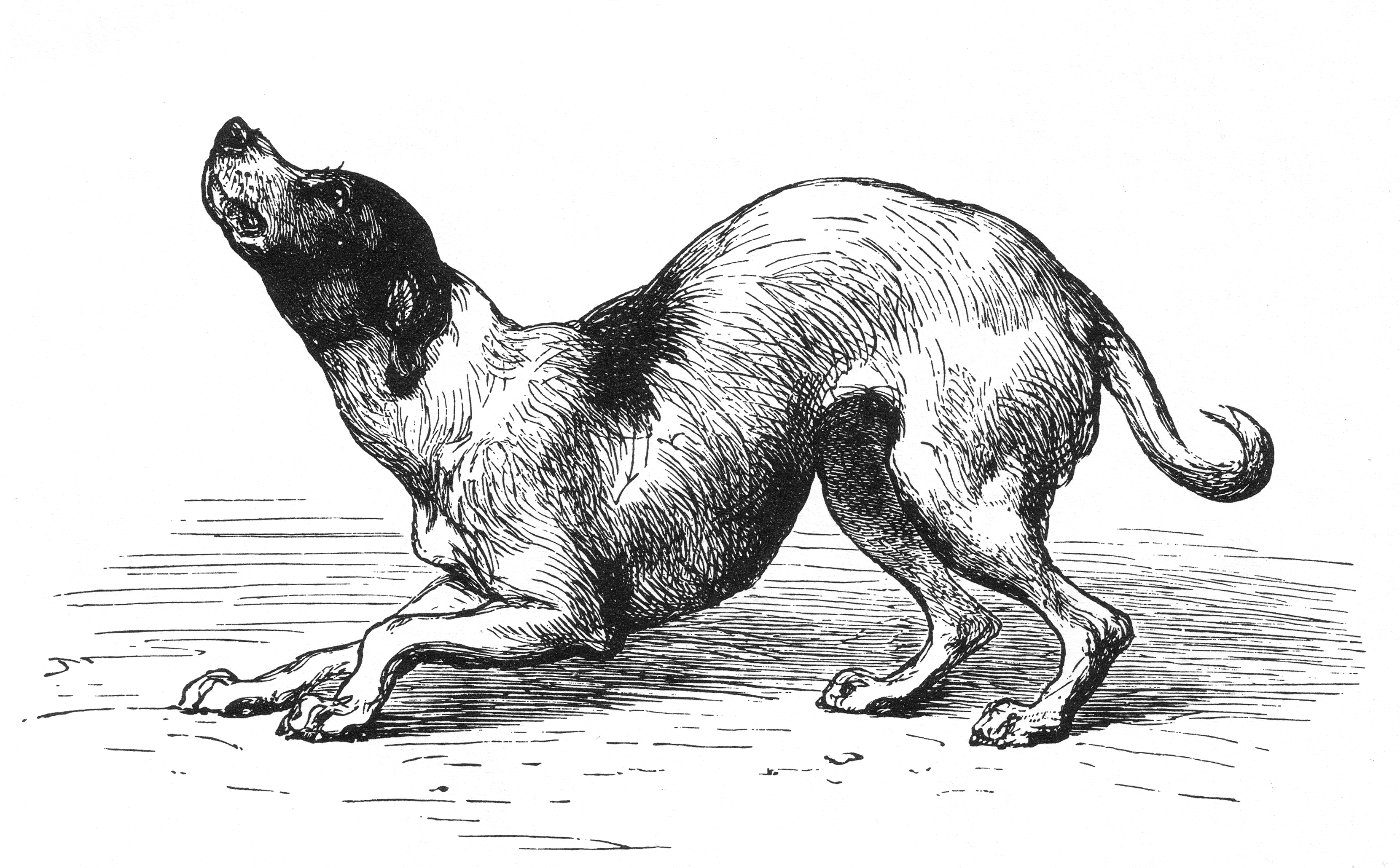
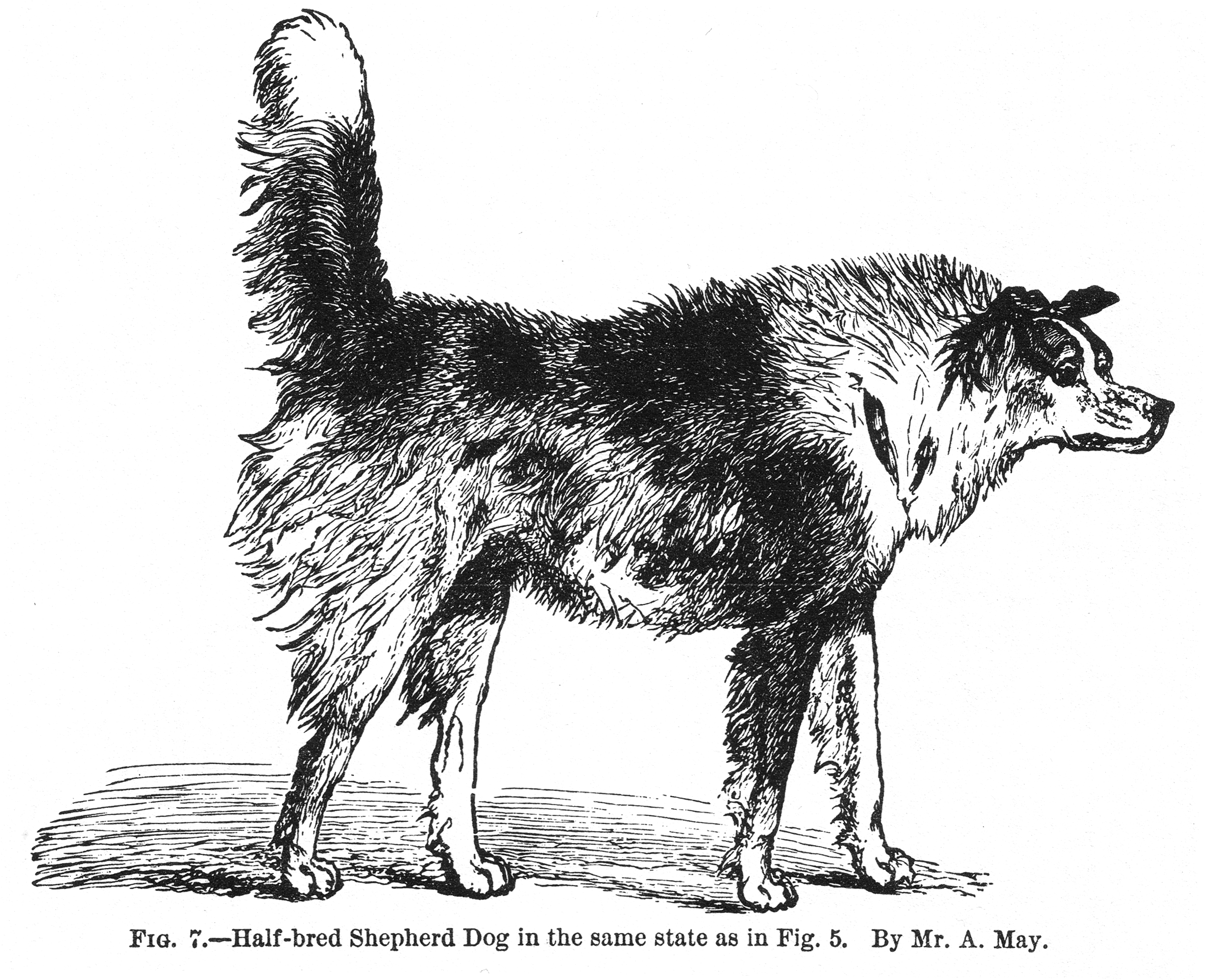
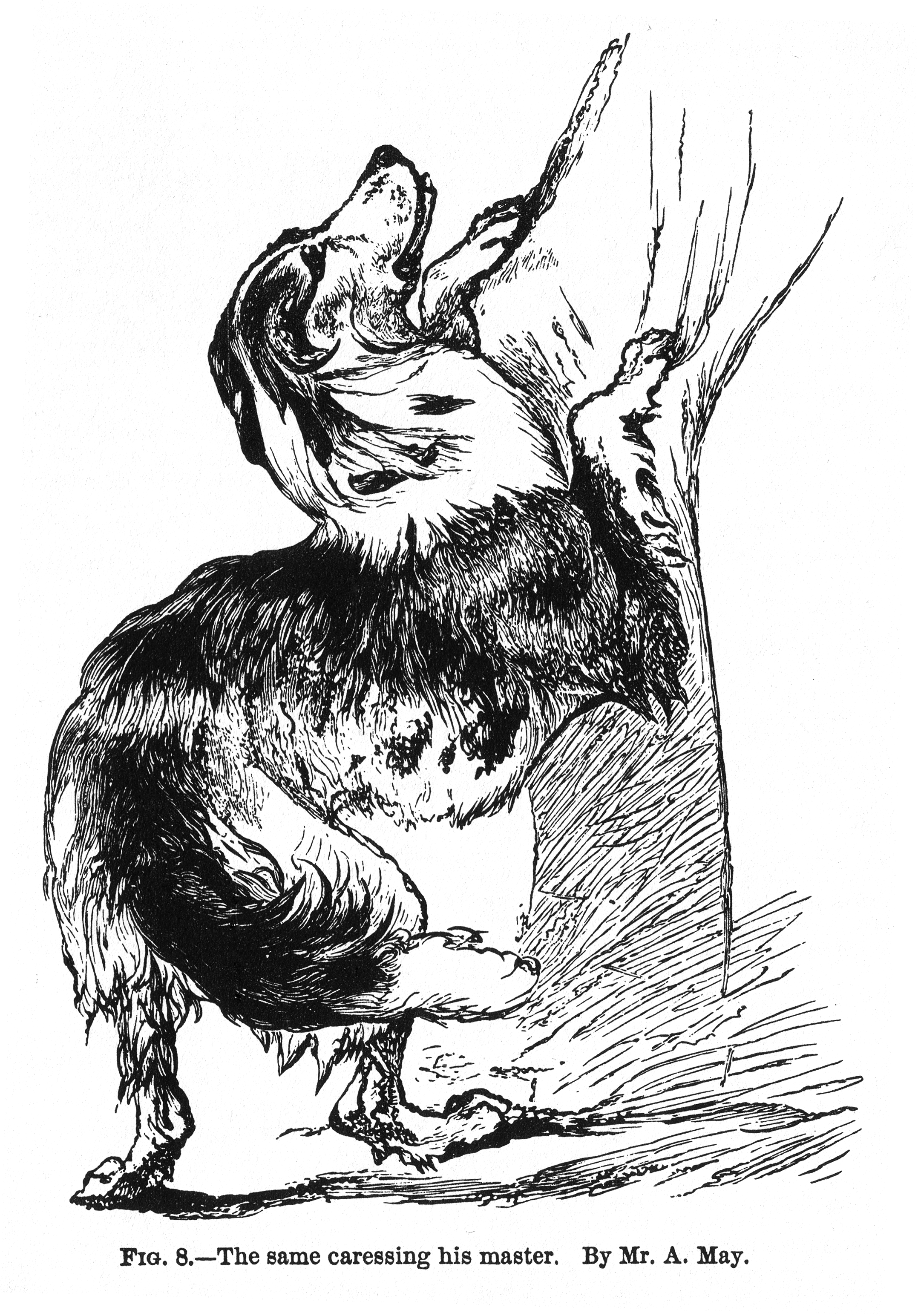